# عزیز میلیون دلاری
عزیز میلیون دلاری فیلمی به کارگردانی و نویسندگی امید نیاز و به تهیه‌کنندگی محمد فضیله است.
این فیلم در شهر اصفهان فیلمبرداری شده است.

## داستان فیلم
این فیلم دربارهٔ اردشیر مشکین ثروتمندترین مرد دنیاست که برای اموال خود به دنبال نوه گم شدهٔ خود به اسم " عزیز " می‌گردد و در این حین و بین، زندگی او و اطرافیانش دستخوش اتفاقات عجیبی می‌شود.

## بازیگران فیلم
- علی صادقی
- هوشنگ حریرچیان
- رضا شفیعی‌جم
- امیر غفارمنش
- افسانه ناصری
- آرام یوسفی‌نیا
- شمیلا تابش
- محمدحسین هادیان
- بابک کرباسیون
- مرتضی ریحانی
- زهره مولوی
- ابراهیم کریمی